# Đại Đường vinh diệu
Đại Đường vinh diệu (tiếng trung: 大唐荣耀, tiếng Anh: The Glory of Tang Dynasty), là một bộ phim truyền hình dài tập được phát sóng năm 2017 lấy bối cảnh Nhà Đường được cải biên tiểu thuyết《 Đại Đường hậu phi truyện chi Trân Châu truyện kỳ 》của Thương Minh Thủy với sự tham gia của Cảnh Điềm, Nhậm Gia Luân, Thư Sướng, Tần Tuấn Kiệt, Vạn Thiến. Phim phát sóng trên đài truyền hình An Huy.

## Phân vai

### Diễn viên chính
- Cảnh Điềm trong vai Thẩm Trân Châu (Duệ Chân Hoàng hậu)
- Nhậm Gia Luân trong vai Lý Thục/Lý Dự (Đường Đại Tông)
- Vạn Thiến trong vai Độc Cô Tĩnh Dao (Trinh Ý Hoàng hậu)
- Thư Sướng trong vai Mộ Dung Lâm Trí
- Tần Tuấn Kiệt trong vai Kiến Ninh vương Lý Đàm
- Vu Tiểu Vĩ trong vai Mặc Diên Xuyết
- Mao Tử Tuấn trong vai An Khánh Tự

### Các diễn viên khác
- Tần Hán trong vai Đường Huyền Tông Lý Long Cơ
- Tằng Lê trong vai Dương quý phi Dương Ngọc Hoàn
- Vương Kình Tùng trong vai Đường Túc Tông Lý Hanh
- Vương Hiểu Lỵ trong vai Hoàng thái tử phi Vi thị
- Lưu Uy Uy trong vai Trương Hoàng hậu
- Phác Thước trong vai Triệu vương Lý Hệ
- Trương Duy Na trong vai Ninh Quốc Công chúa
- Từ Uy La, Đại Bảo trong vai Lý Thiệu (Cung Ý Thái Tử)
- Dương Minh Na trong vai Hàn Quốc phu nhân
- Thang Tinh Mị trong vai Thôi Thải Bình (Quảng Bình Vương phi)
- Mã Văn Viên trong vai Lý Thừa Thái
- Chương Triết Dụ, Đổng Trạch Thần trong vai Lý Quát (Đường Đức Tông)
- Đỗ Nguyên trong vai Dương Quốc Trung
- Mã Hiểu Phong trong vai Cao Lực Sĩ
- Lý Thiên Trụ trong vai Lý Phụ Quốc
- Thường Thành trong vai Lý Bí
- Tào Dục Thần trong vai Phong Sinh Y
- Phùng Lạp trong vai Trương Đắc Ngọc
- Trần Chi Huy trong vai Quách Từ Nghi

## Nhạc phim
| Đại Đường vinh diệu | Đại Đường vinh diệu                             | Đại Đường vinh diệu | Đại Đường vinh diệu |
| STT                 | Nhan đề                                         | Phổ nhạc            | Thời lượng          |
| ------------------- | ----------------------------------------------- | ------------------- | ------------------- |
| 1.                  | "Vì giang sơn (为江山)" (Ca khúc mở đầu phần 1) | Tôn Nam             |                     |
| 2.                  | "Đường vận (唐韵)" (Ca khúc kết thúc phần 1)    | Đàm Tinh            |                     |
| 3.                  | "Túc niệm (夙念)"                               | Úc Khả Duy          |                     |
| 4.                  | "Tố nhan (素颜)"                                | Hoắc Tôn            |                     |
| 5.                  | "Vi nhĩ thành toàn (为你成全)"                  | Vạn Thiến           |                     |
| 6.                  | "Vinh diệu (荣耀)" (Ca khúc mở đầu phần 2)      | Nhậm Gia Luân       |                     |
| 7.                  | "Trân châu (珍珠)" (Ca khúc kết thúc phần 2)    | Cát Khắc Tuyển Dật  |                     |